# 夏洛特·杜雅尔丹
夏洛特·杜雅尔丹（英語：Charlotte Dujardin，1985年7月13日—），英国女子马术运动员。她曾代表英国参加2012年、2016年和2020年夏季奥林匹克运动会马术比赛，获得三枚金牌、一枚银牌和二枚铜牌。